# Australiodillo armus
Australiodillo armus là một loài chân đều trong họ Armadillidae. Loài này được Lewis miêu tả khoa học năm 1998.